# Куйтежи
Куйтежи (порт. Cuitegi)  —  муниципалитет в Бразилии, входит в штат Параиба. Составная часть мезорегиона Сельскохозяйственный район штата Параиба. Входит в экономико-статистический  микрорегион Гуарабира. Население составляет 7450 человек на 2006 год. Занимает площадь 39,302 км². Плотность населения — 189,6 чел./км².

## Статистика
- Валовой внутренний продукт на 2003 год составляет 12 152 856,00 реалов (данные: Бразильский институт географии и статистики).
- Валовой внутренний продукт на душу населения на 2003 год составляет 1651,20 реалов (данные: Бразильский институт географии и статистики).
- Индекс развития человеческого потенциала на 2000 год составляет 0,562 (данные: Программа развития ООН).